# 3 من الجحيم
3 من الجحيم (بالإنجليزية: 3 from Hell)‏ هو فيلم رعب تم إنتاجه في الولايات المتحدة وصدر سنة 2019 بطولة شيري مون زومبي وسيد هايك وبيل موسيلي ومن إخراج روب زومبي.

## القصة
يبدأ الفيلم بعدة تقارير إخبارية تغطي أحداث الفيلم السابق. من خلال التقارير ، تبين أن بيبي ، أوتيس ، والكابتن سبولدينج نجوا بأعجوبة من إطلاق النار مع الشرطة وأنه سيتم محاكمتهم على جرائمهم. تمت تغطية المحاكمة على نطاق واسع في جميع أنحاء البلاد وتصبح سببًا سلبيًا ، مما أدى إلى تنظيم احتجاجات تصر على براءة الثلاثي

## الميزانية والإيرادات
كلف الفيلم 3 مليون دولار وحقق أرباح تقدر بـ 2.2 مليون دولار.

## وصلات خارجية
3 من الجحيم على موقع IMDb (الإنجليزية)
- 3 من الجحيم على موقع ميتاكريتيك (الإنجليزية)
- 3 من الجحيم على موقع روتن توميتوز (الإنجليزية)
- 3 من الجحيم على موقع ألو سيني (الفرنسية)
- 3 من الجحيم على موقع أول موفي (الإنجليزية)
- 3 من الجحيم على موقع بوكس أوفيس موجو (الإنجليزية)
- 3 من الجحيم على موقع فيلمافينيتي (الإسبانية)
- 3 من الجحيم على موقع قاعدة بيانات الفيلم (الإنجليزية)
- 3 من الجحيم على موقع ليتربوكسد (الإنجليزية)
- 3 من الجحيم على موقع كينوبويسك (الروسية)